# Sertãozinho (São Paulo)
Sertãozinho é um município brasileiro do estado de São Paulo, localizado na Região Metropolitana de Ribeirão Preto (RMRP), com distância de 21 km da metrópole. Fundado em 5 de dezembro de 1896, localiza-se a uma latitude 21°8′16″ sul e a uma longitude 48°58′22″ oeste, estando a uma altitude de 601 metros. Sua população estimada em 2024 era de 131.600 habitantes (IBGE), sendo a 3ª maior cidade da região nordeste do estado de São Paulo, o 62ª município mais populoso de São Paulo e a 238ª maior cidade do país. O município é formado pela sede e pelo distrito de Cruz das Posses.
Sua economia é baseada no comércio, prestação de serviços, indústrias diversas e agricultura, tendo um campo industrial muito forte. Sertãozinho é considerada a capital mundial do setor sucroalcooleiro, a cidade possui a tradicional e inovadora feira Fenasucro & Agrocana, que movimentou em 2024, montante próximo de R$ 10,7 bilhões, atraindo representantes de 60 países e de todos os estados brasileiros marcaram presença durante a semana, com mais de 3 mil produtos de marcas nacionais e internacionais em exposição.. Possui um Índice de Desenvolvimento Humano (IDH) de 0,761 (PNUD/2010).

## História
A cidade foi fundada por Antônio Malaquias Pedroso, em 1877.
Em 1876, Malaquias fez a doação de 12 alqueires de suas terras, em torno de sua residência. Bem próximo de sua casa, no lugar atualmente denominado Praça 21 de Abril (o marco zero da cidade), Antônio Malaquias ergueu uma capela em homenagem a Nossa Senhora Aparecida. Hoje essa capela é a Igreja Nossa Senhora Aparecida, matriz de Sertãozinho.
Outras doações de terras aumentaram o patrimônio, que chegou a 148 alqueires e cuja posse foi efetivada pelos sertanejos Antônio José Rodrigues e Manoel Jacinto de Pontes e pelo negro africano conhecido como Pai Chico, no dia 21 de julho de 1880 através de uma escritura pública outorgada no 1º Cartório de Ribeirão Preto.
O núcleo de povoação foi elevado ao Distrito de Paz, com o nome de "Freguesia da Aparecida de Sertãozinho". Já o município, criado em 5 de dezembro de 1896, foi instalado no dia 21 de abril de 1897.
A primeira denominação de Sertãozinho foi "Capela", passando posteriormente para "Engenho Nossa Senhora Aparecida de Sertãozinho", "Aparecida de Sertãozinho" e, finalmente "Sertãozinho". O primeiro prefeito foi o Dr. José Onofre Muniz Ribeiro.
A comarca foi criada em 26 de outubro de 1906 e sua instalação ocorreu em 12 de dezembro do mesmo ano.
Antônio Malaquias Pedroso faleceu em Sertãozinho em 1883, em sua propriedade agrícola.

## Demografia

### População
| Crescimento populacional                             | Crescimento populacional | Crescimento populacional | Crescimento populacional |
| Ano                                                  | População Total          |                          | %±                       |
| ---------------------------------------------------- | ------------------------ | ------------------------ | ------------------------ |
| 1900                                                 | 10 940                   |                          | —                        |
| 1910                                                 | 28 278                   |                          | 158,5%                   |
| 1920                                                 | 30 522                   |                          | 7,9%                     |
| 1925                                                 | 36 069                   |                          | 18,2%                    |
| 1934                                                 | 31 039                   |                          | −13,9%                   |
| 1937                                                 | 21 956                   |                          | −29,3%                   |
| 1940                                                 | 21 290                   |                          | −3,0%                    |
| 1946                                                 | 21 294                   |                          | 0,0%                     |
| 1950                                                 | 20 357                   |                          | −4,4%                    |
| 1958                                                 | 22 033                   |                          | 8,2%                     |
| 1960                                                 | 26 441                   |                          | 20,0%                    |
| 1970                                                 | 31 066                   |                          | 17,5%                    |
| 1980                                                 | 51 543                   |                          | 65,9%                    |
| 1991                                                 | 78 776                   |                          | 52,8%                    |
| 2000                                                 | 94 664                   |                          | 20,2%                    |
| 2010                                                 | 110 074                  |                          | 16,3%                    |
| 2022                                                 | 126 887                  |                          | 15,3%                    |
| Est. 2024                                            | 131 600                  | [ 9 ]                    | 3,7%                     |
| Fontes: Censos Demográficos IBGE e Estimativas SEADE |                          |                          |                          |

### Grupos étnicos
Mais da metade da população é descendente de italianos. O restante é composta principalmente por descendentes de espanhóis, sírio-libaneses, portugueses, africanos, alemães e japoneses embora muitos tenham origem mista.
| Cor/Raça | Percentagem |
| -------- | ----------- |
| Brancos  | 78,7%       |
| Negros   | 4,2%        |
| Pardos   | 15,7%       |
| Amarelos | 0,8%        |

Fonte: Censo 2000

## Geografia

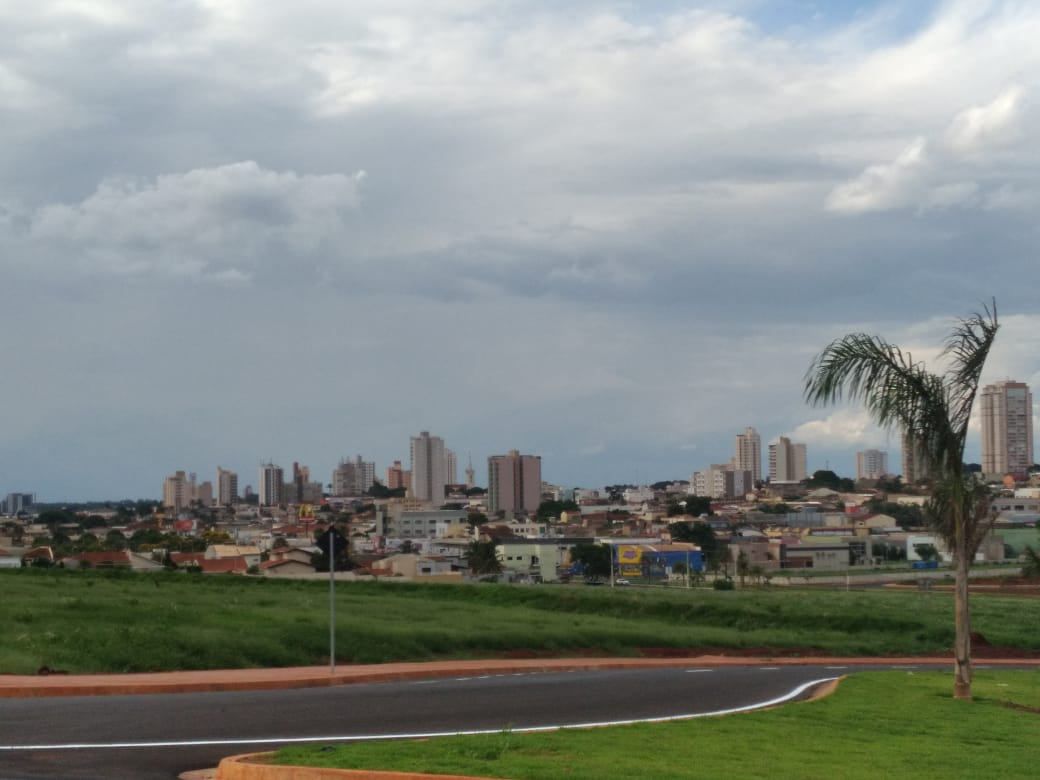
Vista da área central.

O município possui uma área de 402,803 km² e está situado no domínio geomorfológico do planalto Cerrado. Com aproximadamente 135 mil habitantes, a cidade é a terceira maior do nordeste de São Paulo, atrás apenas de Ribeirão Preto e Franca. Sua altitude é de 579m. O relevo do município é bem diversificado, verificando-se desde uma topografia com declives suaves até o relevo de aclives mais vigorosos.
A vegetação que cobria o município era a tropical, campo cerrado. Devido à extensa atividade cafeeira e outras atividades, como a constante colheita da cana-de-açúcar, foi devastada. Sertãozinho está situado na bacia do rio Mogi-Guaçu. Pelo município passa também o rio Pardo.
Sertãozinho faz parte da região metropolitana de Ribeirão Preto.

### Hidrografia
- Rio Pardo;
- Rio Mogi-Guaçu;
- Rio Ribeirão da Onça (Rio da Onça);
- Córrego Água Vermelha;
- Córrego Norte;
- Córrego Sul;
- Córrego da Vendinha;
- Riacho Boa Vista (Distrito de Cruz das Posses);
- Riacho Tabocas (Distrito de Cruz das Posses).

### Clima
O clima é tropical de altitude com inverno seco (Köppen: Aw).
Segundo dados do Centro Integrado de Informações Agrometeorológicas (CIIAGRO-SP), desde 2009 a menor temperatura registrada em Sertãozinho foi de 0,4 °C em 5 de agosto de 2011 e a maior chegou a 41,9 °C em 8 de outubro de 2020. Acumulados iguais ou superiores a 100 mm foram registrados em 16 de janeiro de 2016 (158,8 mm) e 1 de março de 2010 (112,3 mm).
| Dados climatológicos para Sertãozinho                                                        | Dados climatológicos para Sertãozinho | Dados climatológicos para Sertãozinho | Dados climatológicos para Sertãozinho | Dados climatológicos para Sertãozinho | Dados climatológicos para Sertãozinho | Dados climatológicos para Sertãozinho | Dados climatológicos para Sertãozinho | Dados climatológicos para Sertãozinho | Dados climatológicos para Sertãozinho | Dados climatológicos para Sertãozinho | Dados climatológicos para Sertãozinho | Dados climatológicos para Sertãozinho | Dados climatológicos para Sertãozinho |
| Mês                                                                                          | Jan                                   | Fev                                   | Mar                                   | Abr                                   | Mai                                   | Jun                                   | Jul                                   | Ago                                   | Set                                   | Out                                   | Nov                                   | Dez                                   | Ano                                   |
| -------------------------------------------------------------------------------------------- | ------------------------------------- | ------------------------------------- | ------------------------------------- | ------------------------------------- | ------------------------------------- | ------------------------------------- | ------------------------------------- | ------------------------------------- | ------------------------------------- | ------------------------------------- | ------------------------------------- | ------------------------------------- | ------------------------------------- |
| Temperatura máxima recorde (°C)                                                              | 37                                    | 38,9                                  | 36,5                                  | 35,1                                  | 33,7                                  | 32,3                                  | 33,2                                  | 36,3                                  | 40,6                                  | 41,9                                  | 39                                    | 37,7                                  | 41,9                                  |
| Temperatura máxima média (°C)                                                                | 31,5                                  | 32,5                                  | 31,3                                  | 30,4                                  | 28                                    | 27,3                                  | 28,2                                  | 29,6                                  | 32,2                                  | 32,5                                  | 31,3                                  | 31,5                                  | 30,5                                  |
| Temperatura mínima média (°C)                                                                | 19,5                                  | 19,1                                  | 18,7                                  | 16,1                                  | 13,1                                  | 10,8                                  | 9,8                                   | 10,5                                  | 14,3                                  | 17,4                                  | 18,3                                  | 19,5                                  | 15,6                                  |
| Temperatura mínima recorde (°C)                                                              | 12                                    | 14,9                                  | 12,6                                  | 8,6                                   | 2                                     | 0,7                                   | 0,8                                   | 0,4                                   | 5,5                                   | 8,4                                   | 8,9                                   | 12,2                                  | 0,4                                   |
| Precipitação (mm)                                                                            | 233,7                                 | 164,1                                 | 191,2                                 | 66,9                                  | 41,6                                  | 36,7                                  | 15,1                                  | 21,8                                  | 65,1                                  | 81,2                                  | 157                                   | 205,9                                 | 1 280,3                               |
| Fonte: CIIAGRO-SP (médias climatológicas: 2009-2020; recordes de temperatura: 2009-presente) |                                       |                                       |                                       |                                       |                                       |                                       |                                       |                                       |                                       |                                       |                                       |                                       |                                       |

## Política e administração
Com sede no Paço Municipal "Antônio Almussa Filho", centro, o prefeito atual é Wilson Fernandes Pires Filho, mais conhecido como Dr. Wilsinho (PSDB), eleito no primeiro turno em novembro de 2020 tomando posse em 1 de janeiro do ano seguinte, a atual presidente da Câmara Municipal é a vereadora Edna Fedossi de Souza Garcia da Costa (PL).

### Subdivisões
Além da administração geral o município tem a administração da subprefeitura do distrito de Cruz das Posses.

## Economia
Sertãozinho hoje tem um perfil industrial ativo, possuindo unidades de produção de várias empresas multinacionais. Em contrapartida, o setor agrícola mantém-se ativo, com a produção de leite e lacticínios, cana-de-açúcar e laranjas, entre outros produtos.
Na cidade está localizado o maior centro de negócios do Interior de São Paulo, o Centro Empresarial Zanini. A cidade tem enfrentado no momento uma forte crise financeira, pois ofertas de emprego em Sertãozinho e poucas casas para comprar e alugar, construtoras da região estão investindo em imóveis no município. O Governo do Estado de São Paulo esta instalando no município o Laboratório de Caracterização, Seleção e Análise de Falha, que deve começar a funcionar em maio de 2010 e servir para micro, pequenas e médias empresas do polo de indústria metal-mecânica.

### Indústria

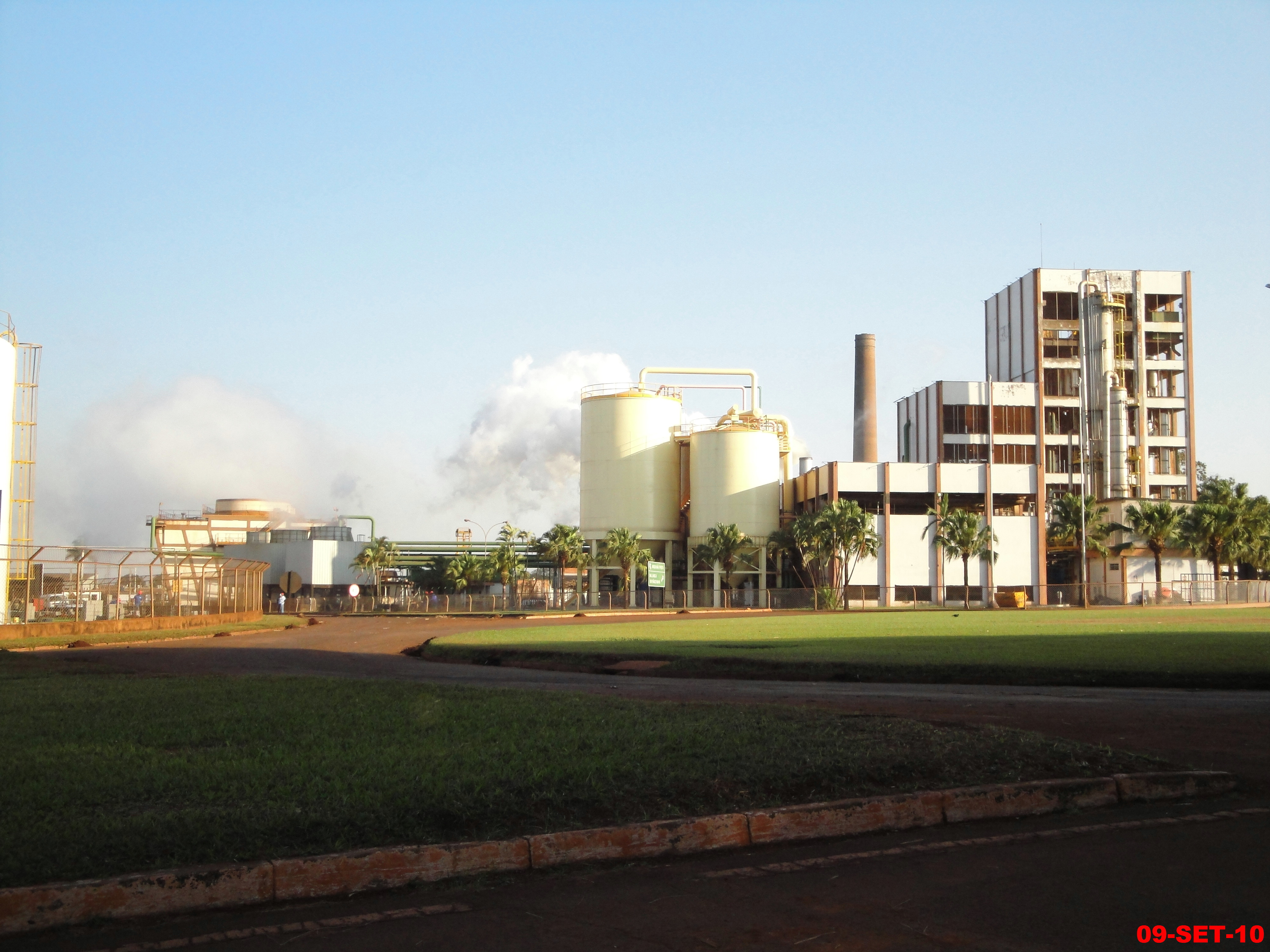
Usina Santo Antônio em Sertãozinho.

O Governo do estado de São Paulo implantou o Laboratório de Caracterização, Seleção e Análise de Falha para a Indústria Metal-Mecânica de Sertãozinho e Região. Em Sertãozinho está situado um dos maiores polos industriais do país, tendo nele pouco mais de 500 indústrias se estendendo ao longo das rodovias Armando de Salles Oliveira e Atillio Balbo, e possuindo também três polos isolados denominados distritos industriais, com mais de 90 indústrias e crescendo cada dia mais.

### Comércio

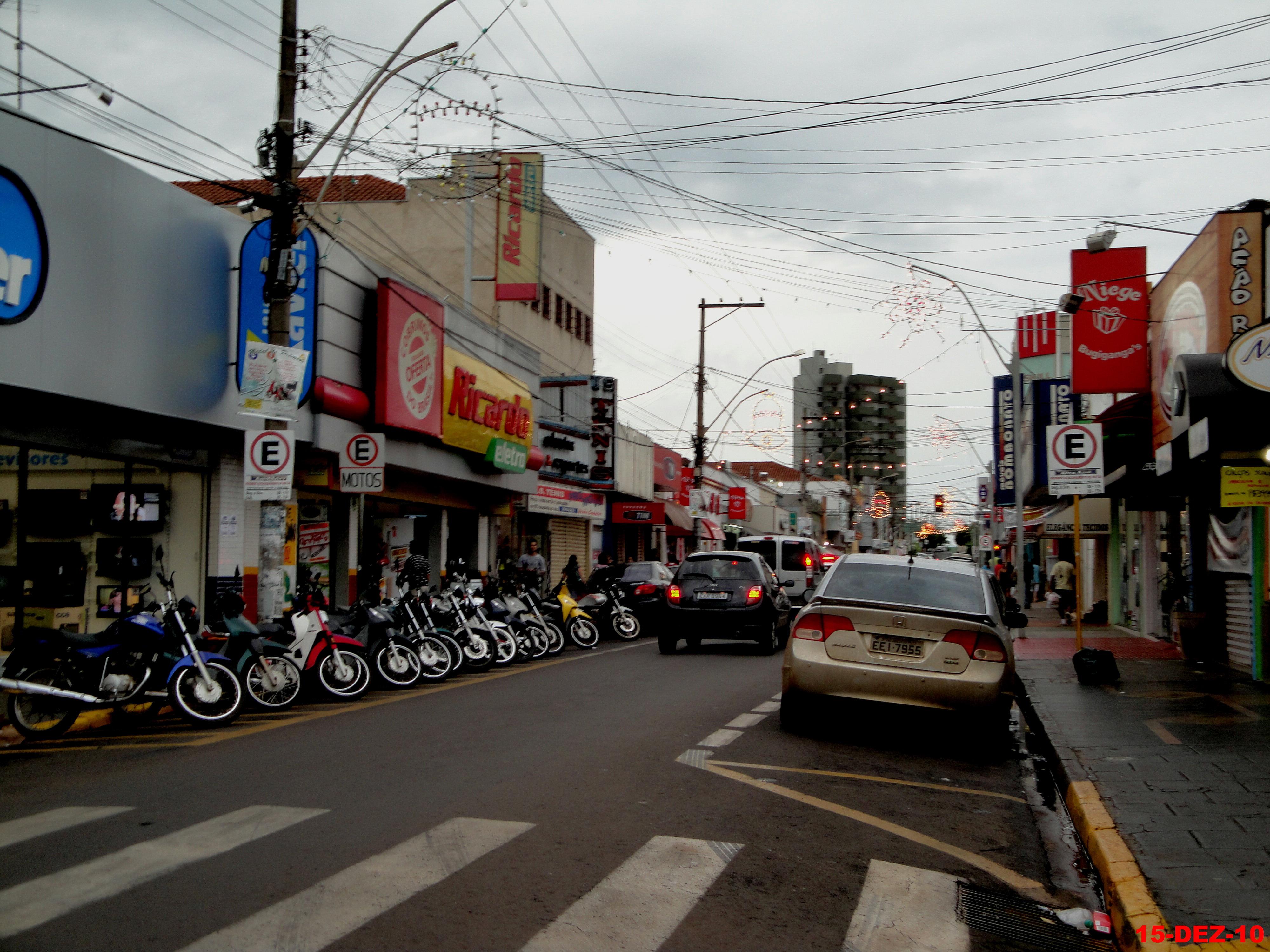
Centro comercial de Sertãozinho, foto tirada no mês de dezembro na rua Barão do Rio Branco (Rua Principal da Cidade).

Polo e Referência Comercial, Sertãozinho é uma das poucas cidades médias a possuir tantas opções comerciais. O ponto principal do comercial se dá na Rua Barão do Rio Branco, no Largo da Matriz, com ruas afluentes como Epitácio Pessoa, Washington Luis indo até o na Avenida Antônio Paschoal. Em 2013 foram anunciados projetos de 2 novos shoppings centers na cidade. O North Shopping Sertãozinho e o Pátio Sertãozinho serão os primeiros shoppings centers da cidade, colocando Sertãozinho de vez como um centro regional de referência.
O North Shopping Sertãozinho é um projeto do grupo  North em parceria com a SG Participações.Planejado para ter 136 lojas,4 salas de cinema,sendo 1 em 3D,1 play,1 boliche ampla área de alimentação e mais de 1000 vagas de estacionamento,sendo 31.951,10 m² de área construída,sendo 20.800M² de área bruta locável(ABL).O Shopping que ficaria localizado as margens da rodovia Armando de Sales Oliveira,tinha previsão de ser inaugurado em 2015,mas devido a crise nacional não começou a ser construído,os investidores analisam a viabilidade do empreendimento.
O Patio Sertãozinho Shopping é um projeto desenvolvido pela Muller Partners,conta com 18.395,24 m² de área bruta locável,com previsão de 4 salas de cinema,hipermercado,play,lojas lifestyle e 784 vagas de estacionamento.Com previsão de estar localizado próximo ao parque do Cristo,o Shopping ainda não saiu do papel,devido a crise econômica que o país enfrenta.

### PIB per capita
Conta com um PIB per capita elevado de R$ 43.728,51, sendo o 5º maior da região metropolitana.

## Infraestrutura

### Desenvolvimento urbano

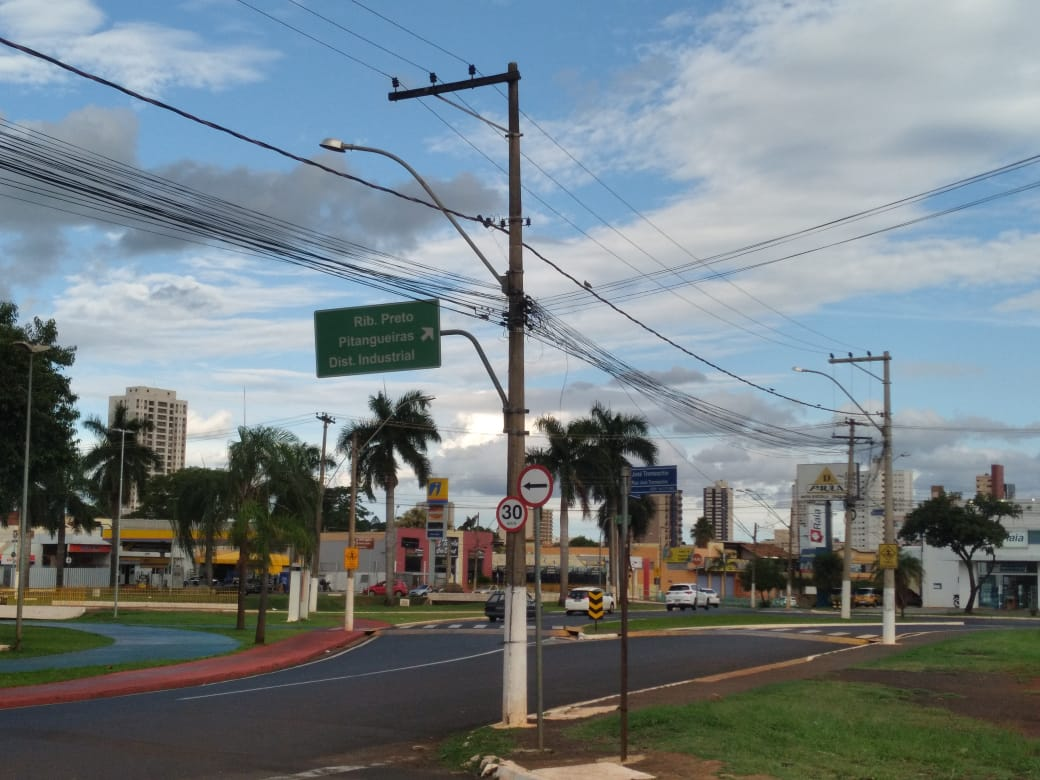
Sistema viário no centro.

A cidade de Sertãozinho ao longo de sua história sempre esteve na vanguarda do desenvolvimento estadual e nacional, mas nada comparado ao que esta acontecendo nos últimos anos, sendo que a cidade esta em pleno desenvolvimento urbano, tendo recebido investimentos em diversos segmentos por toda a área do município, veja a seguir alguns projetos que estão acontecendo ou já foram implantados em cada região da cidade.

#### Zona Sul

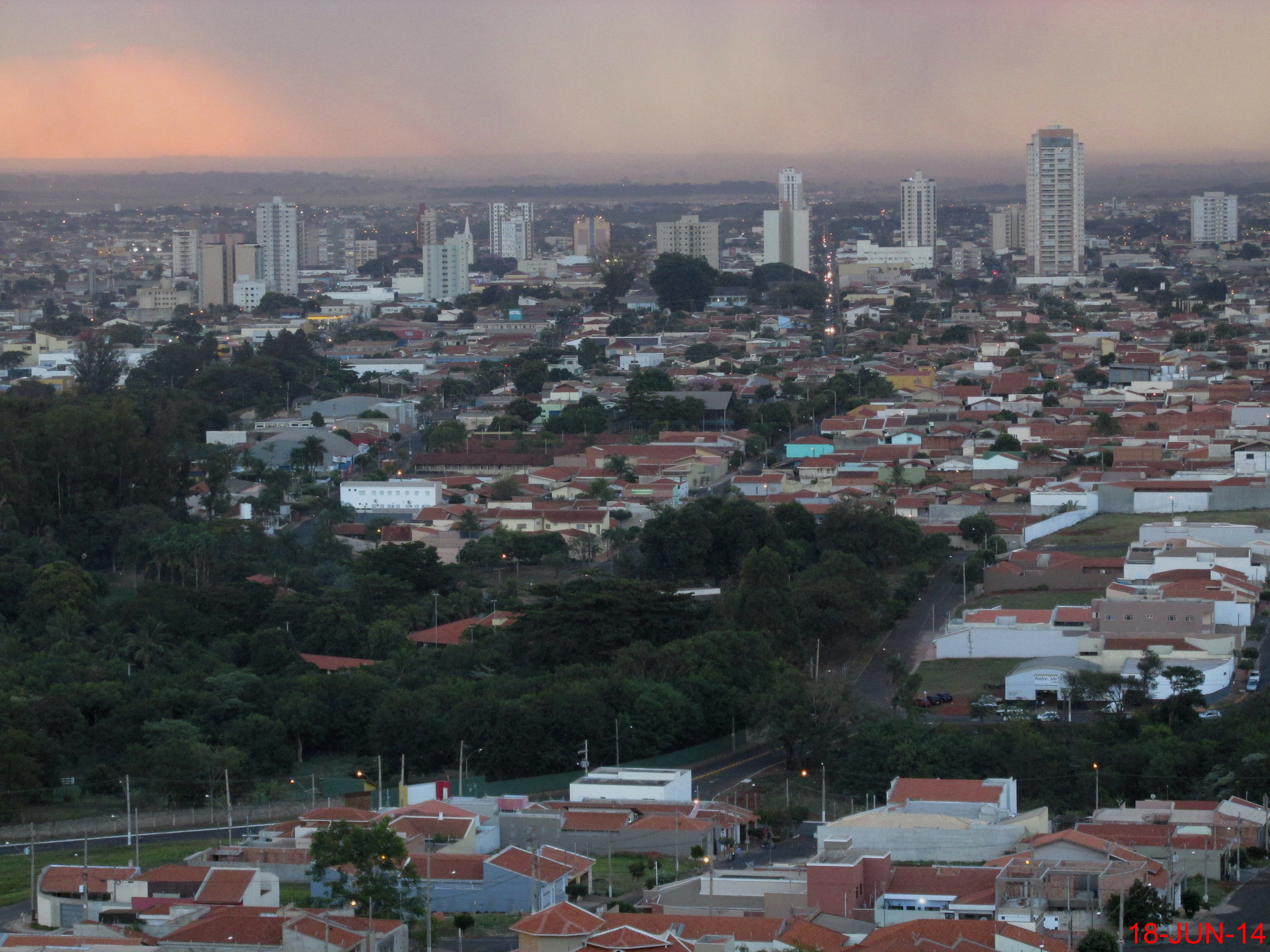
Sertãozinho vista do Mirante do Cristo Salvador.

Bairro nobre e tradicional da cidade. Concentra um modesto comércio com lojas, mercados, farmácias e postos de combustíveis. Nessa região está localizado um hotel da rede Ibis. Em 2015 foi iniciada a construção do bairro "Alto dos Bandeirantes", o primeiro bairro planejado da cidade. Atualmente estão em construção diversos prédios residenciais e inclusive comerciais, na prolongação da avenida Eliseu Guerra, que corta todo o bairro vizinho, "Recreio dos Bandeirantes. A região também sofreu um boom residencial depois da inauguração do Parque do Cristo Salvador, onde está localizada a estátua do cristo redentor. São pelo menos 4 novos bairros sendo implantados na região do parque, sem contar os bairros já existentes na região. Foi a região que mais cresceu na cidade em 2014-2015. Em 2013 foi anunciado um projeto de um shopping center na região, o Pátio  Sertãozinho Shopping, com aproximadamente 100 lojas, fortalecendo de vez a zona sul como região mais nobre e mais desenvolvida da cidade.

#### Zona Leste
A zona leste compreende vários bairros da cidade, entre eles os bem conhecidos Alvorada e Paraíso. Durante anos a zona leste enfrenta problemas com violência, tendo o maior índice que violência entre as outras regiões da cidade. A zona leste é bem abastecida com escolas, mercados e postos de saúde, além de ter em processo uma extensão de novos bairros em direção a zona norte da cidade.

#### Zona Norte
Segunda região que mais cresce na cidade, desde 2010 a zona norte vem passando por um processo de urbanização, iniciado principalmente depois da entrega dos novos conjuntos habitacionais pela prefeitura em parceria com a CDHU. É a região mais distante do centro da cidade, motivo que ocasionou um grande boom comercial, sendo bem servida com farmácias, praças, além de um grande supermercado. Nela está localizada também a primeira UPA da cidade, inaugurada em 2015. Já existem em andamento a criação de novos bairros, acima da região popularmente conhecida como "Prédinhos" (devido aos apartamentos da CDHU), na extensão da Avenida Aléssio Mazer.

#### Zona Oeste
A zona oeste de Sertãozinho é a maior e com o maior número de habitantes também. Nessa região existe uma gama muito intensa de comércio, deixando a região totalmente abastecida com serviços básicos. O SESI/SENAI está localizado na zona oeste, próximo do Complexo Esportivo Maria Zeferina Baldaia. Também nessa região foi inaugurado em 2015 um hotel da rede Ibis, a linha econômica "Budget". Em 2013 foi anunciado o projeto do primeiro shopping center da cidade. A North Shopping Empreendimentos anunciou a construção do North Shopping Sertãozinho, com 136 lojas, na região do bairro Nova Europa. O mesmo bairro é o mais próximo do Parque Ecológico da cidade, grande atração turística da região.

#### Centro

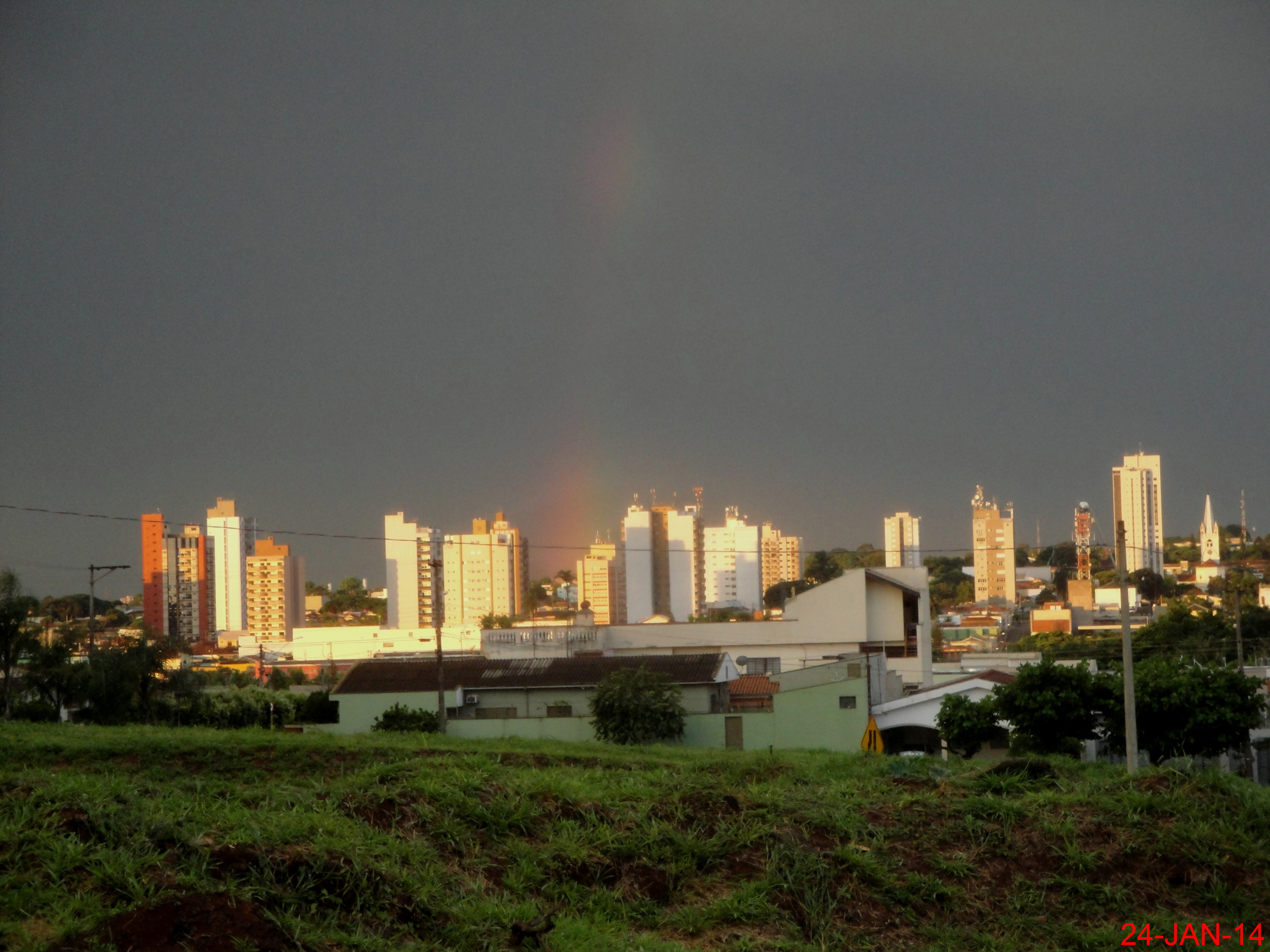
Região central vista da Rodovia Armando de Salles Oliveira (SP-322).

A Construção civil está aquecida em Sertãozinho. Estão em andamento a construção de vários novos prédios residenciais. Existem diversos grupos famosos no centro entre eles a Casas Bahia, Magazine Luiza,Pernambucanas, entre outros. A Praça 21 de Abril foi totalmente revitalizada. A Rua Barão do Rio Branco - principal rua comercial da cidade - também foi totalmente revitalizada, ganhando várias novidades e ficando mais moderna. Uma das principais marcas da revitalização do centro foi a retirada dos postes de energia - aterrando os fios - e a padronização das calçadas e uma leve ampliação das mesmas. Dessa forma, só é possível estacionar de um lado da rua, ao contrário de antes que era permitido estacionar dos dois lados. Existe uma infinidade de agências bancárias no centro, inclusive um supermercado. Também a região é abastecida com pelo menos cinco hotéis, entre eles o Hotel Comfort Sertãozinho, da rede internacional Atlântica Hotels. Foi inaugurado em 2015, um projeto de um pequeno centro comercial na região do antigo ginásio da cidade. As obras já estão em andamento e o "Metropolitan Mall" será o primeiro grande centro comercial do centro da cidade.

### Comunicações
O sistema de telefones automáticos foi inaugurado na cidade em 1973 pela Telecomunicações de São Paulo (TELESP), que também implantou o sistema de discagem direta à distância (DDD) em 1975 com o código de área (0166). Anteriormente a cidade era atendida pela Companhia Telefônica Brasileira (CTB).
Em 1980 o código DDD da cidade foi alterado para (016), para padronização com o sistema telefônico das regiões de Ribeirão Preto e Franca.

### Educação
Sertãozinho possui um dos melhores níveis de educação do Brasil, tendo diversas escolas que servem de modelo nacional.

#### Escolas
- 29 escolas públicas municipais
- 10 escolas públicas estaduais
- 19 escolas particulares
- 11 colégios particulares

#### Faculdades e universidades
- FATEC Sertãozinho[27]
- Faculdade Brasiltec

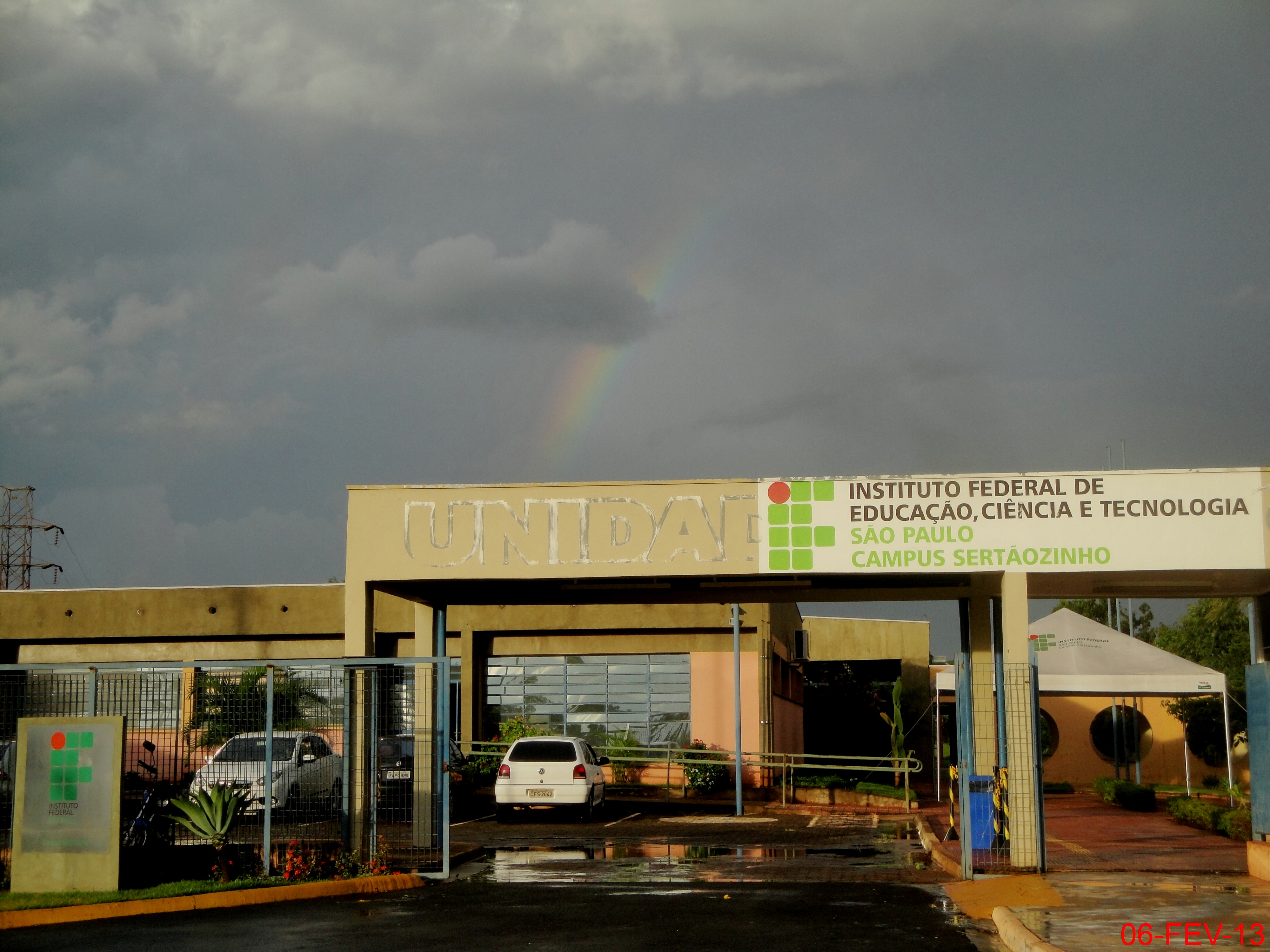
Instituto Federal de Educação, Ciência e Tecnologia de São Paulo. Campus Sertãozinho.

- Faculdade Interativa COC agora é UniSeb Interativo
- Faculdade Anhanguera
- ULBRA Universidade Luterana do Brasil
- Unicastelo
- Universidade Corporativa do Setor Sucroenergético (UNICEISE)[28]

#### Instituições federais
- Instituto Federal de São Paulo (Campus Sertãozinho)
- UFSCar/Ceise (Pós-graduação)

### Saúde
Sertãozinho é um dos municípios escolhidas a título de referência nacional em saúde devido a alta qualidade de seus serviços e a aprovação da população.

#### Santa Casa

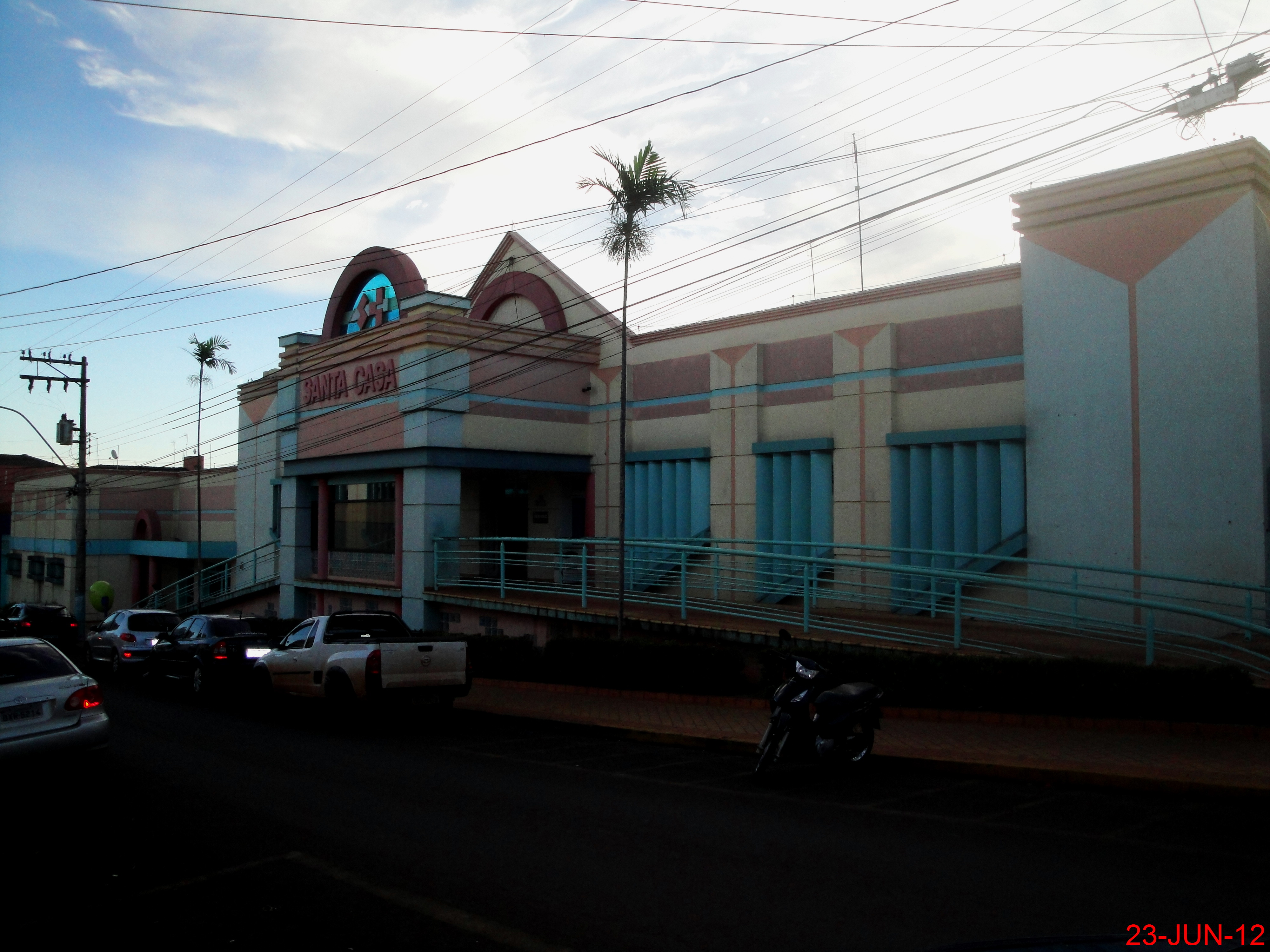
Prédio da Santa Casa, um dos prédios mais antigos da cidade, erguido em 13 de maio de 1903.

A Irmandade da Santa Casa de Sertãozinho tem seu marco inicial na promessa do Sr. Elpídio Gomes, em que doaria a quantia de 20 contos de réis para a cidade que primeiro conseguisse constituir como pessoa jurídica a Irmandade de Misericórdia que construiria e manteria a Santa Casa.
Um grupo de moradores de Sertãozinho atingiu esse objetivo antes de Ribeirão Preto. Entre os dias 5 de julho e 15 de outubro de 1896, o tenente Francisco José dos Anjos Gaia e mais outros 52 moradores de conseguiram realizar a assembleia para a eleição da mesa diretora, empossar a mesma, publicar o compromisso de constituição da Irmandade de Misericórdia de Sertãozinho no Diário Oficial e registrá-la em cartório de Ribeirão Preto.
A posse da primeira mesa diretora da Irmandade de Misericórdia de Sertãozinho ocorreu no dia 5 de setembro de 1896 e ficou assim constituída: Dr. Onofre Muniz Ribeiro, provedor; tenente Francisco José dos Anjos Gaia, mordomo; Octacílio de Oliveira Tupaberaba, secretário; Antônio Augusto de Souza Amaral, procurador; Francisco Pereira da Costa, tesoureiro; José Leite de Abreu, Eduardo Pedreschi, José Marques da Motta Guimarães, Euzébio Augusto Machado, João Pedro de Andrade Júnior, Aprígio Rello de Paula Araújo, José Antônio de Carvalho, Pedro Bauch, tenente Francisco José Ferreira Júnior, José Marciano de Aguiar, Gustavo Syllos e Antônio José Fernandes, mesários.
A data de 5 de setembro, que marca a posse da primeira diretoria, foi escolhida como a de inauguração da Irmandade de Misericórdia de Sertãozinho, mantenedora da Santa Casa, que mantém a saga de ter sido construída, reformada e mantida à custa de doações, de eventos e de muita dedicação dos irmãos, através de trabalho voluntário.
O recebimento da herança de Elpídio Gomes foi oficializado em 12 de agosto de 1904, mas a Santa Casa já funcionava em prédio improvisado. O edifício próprio da Santa Casa foi inaugurado no dia 13 de maio de 1903. Ele tinha um gradil de madeira na frente, que delimitava um belo jardim. Havia um pomar no quintal. O prédio, concluído em 1906, possuía oito compartimentos: um salão para assembleia, uma sala de espera, um consultório, dois quartos ocupados pela família do administrador, uma cozinha e duas espaçosas enfermarias. Uma delas recebeu o nome de Elpídio Gomes e a outra, o de Aprígio de Araújo, em reconhecimento aos relevantes serviços que ambos prestaram à instituição.
Durante quase 50 anos a Santa Casa permaneceu em estado deficitário. Houve um período em que teve de fechar suas portas e, durante essa época, as pessoas mais necessitadas foram socorridas pelo Dr. Antônio Furlan Júnior na Casa de Saúde Santa Terezinha, de sua propriedade. Por isso, esse médico recebeu o apelido de pai dos pobres.
A Santa Casa começou a melhorar com a chegada, por volta de 1950, das irmãs de caridade da Congregação Jesus Maria José que, juntamente com os integrantes da Irmandade de Misericórdia e grande parte da comunidade, imprimiram uma nova dinâmica ao único hospital público da cidade.
Dali em diante, a Santa Casa acompanhou os diferentes ciclos econômicos de Sertãozinho. As dificuldades foram sempre superadas pelo esforço das diversas diretorias, mas atingiram um grau insuportável no final de 1992. No ano seguinte, ao assumir novamente o cargo de prefeito, o médico Dr. Waldyr Trigo convidou um engenheiro civil e empresário do ramo de supermercados para assumir a provedoria da Santa Casa.
Reunindo um grupo de colaboradores, com a ajuda da população, de empresários, de prestadores de serviços de saúde, das irmãs, dos funcionários e da própria Irmandade de Misericórdia deu-se a recuperação do hospital.
No ano de 1996, quando a iniciativa do Ten. Gaia completou seu primeiro centenário, a Santa Casa de Sertãozinho inaugurou o Ambulatório Médico que recebeu o nome de João Maciel de Lima, a UTI Neonatal (Dr. Walfrido Ismael Assan), a Pediatria, o Banco de Sangue e outras benfeitorias.
Graças a isso, a Santa Casa tornou-se um modelo de eficiência totalmente diferente da situação enfrentada pela maioria dos centros médicos semelhantes de todo o País.
Em 2002, com verbas dos governos Estadual e Municipal, a UTI GERAL foi equipada e inaugurada, iniciando suas atividades em setembro do mesmo ano. Com essas adequações a Santa Casa de Sertãozinho passou então a ser referência da microrregião composta pelas cidades de Barrinha, Pontal e Pitangueiras.
No mês de agosto de 2007, a Santa Casa de Sertãozinho, com sua excelente estrutura para atendimentos, transformou-se em centro de referência da região para atendimentos SUS (Sistema Único de Saúde), como foi determinado pelo Departamento Regional de Saúde (DRS XIII). A partir daí, passou a integrar o “Horizonte Verde”, como referência para mais oito municípios: Barrinha, Dumont, Jaboticabal, Guariba, Monte Alto, Pitangueiras, Pontal e Pradópolis, totalizando mais de 378 mil habitantes.
Em fevereiro de 2011, a Santa Casa de Sertãozinho inaugurou sua primeira UTI Pediátrica. Construída com recursos municipais, estaduais e do próprio hospital, o centro de terapia intensiva recebeu o nome do saudoso secretário estadual de saúde, "Dr. Luiz Roberto Barradas Barata", que sempre se mostrou receptivo e se empenhou em atender as solicitações da Santa Casa
No dia 5 de setembro de 2016 a Santa Casa de Sertãozinho completou 120 anos de existência, adquirindo cada vez mais experiência e profissionalismo, além de passar por diversas evoluções e benfeitorias para garantir sempre o melhor atendimento, com qualidade e respeito a todos.

#### Hospitais
- Hospital Netto Campelo
- Santa Casa de Misericórdia de Sertãozinho
- Hospital de Olhos de Sertãozinho

#### Postos de saúde
- UBS Alvorada
- UBS Jamaica
- UBS Central
- UBS Shangri-lá
- UBS São João
- UBS Recreio
- UBS Atenas
- UBS Palmeiras
- UBS Cruz das Posses
- UBS Vila Garcia
- UBS Campo Belo
- UBS Alto do Ginásio
- UBS Santa Marta

#### Unidade de Pronto Atendimento
Foi inaugurada no segundo semestre de 2015 com a sede regional do SAMU.

### Saneamento
O serviço de água e esgoto é por conta do "Serviço Autônomo de Água, Esgoto e Meio Ambiente de Sertãozinho" (SAEMAS).
- rede de água: 100% da população
- rede de esgoto: 100% da população
- tratamento de esgoto: Foi construída pela atual administração da cidade o Centro de Tratamento de Esgoto, que proporciona tratamento de todo o esgoto produzido.

### Segurança pública

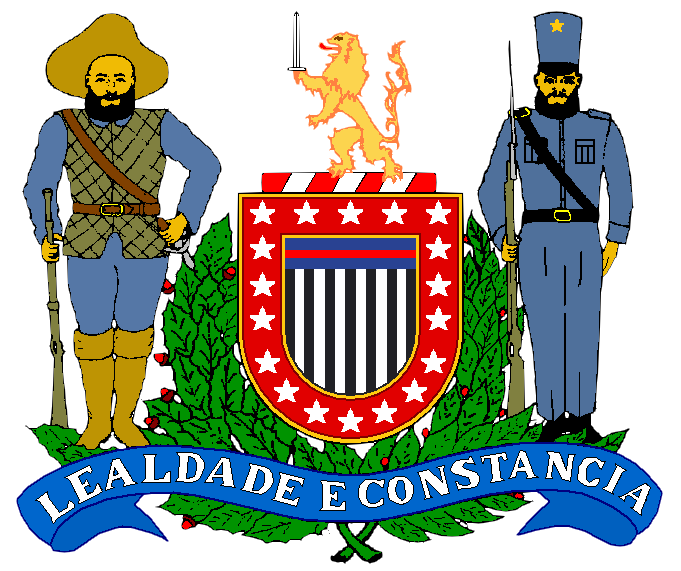
Brasão da PMSP.

Como na maioria dos municípios médios e grandes brasileiros, a criminalidade ainda é um problema em Sertãozinho. Em 2008, a taxa de homicídios no município foi de 36,3 para cada 100 mil habitantes, ficando na 5ª posição a nível estadual e no 332° lugar a nível nacional. O índice de suicídios naquele ano para cada 100 mil habitantes também foi de 5,5, sendo o 118ª a nível estadual e o 1071° a nível nacional.
A queda de homicídios por causas relacionadas à violência urbana se deve às medidas tomadas pela Polícia Civil do Estado de São Paulo (PCSP), como o Registro Digital de Ocorrência (RDO), adotado em mais 46 municípios do estado de São Paulo. O RDO permite que os boletins de ocorrência (BOs) feitos nas unidades policiais sejam padronizados via intranet, armazenados em bancos de dados e consultados por outros órgãos policiais.

### Transportes
- Sertran - transporte coletivo
- Viação Sertanezina
- Brunattur Turismo
- Viação Ramazini
- Autoviação Sebrasca
- Irmanda Turismo

## Cultura e lazer

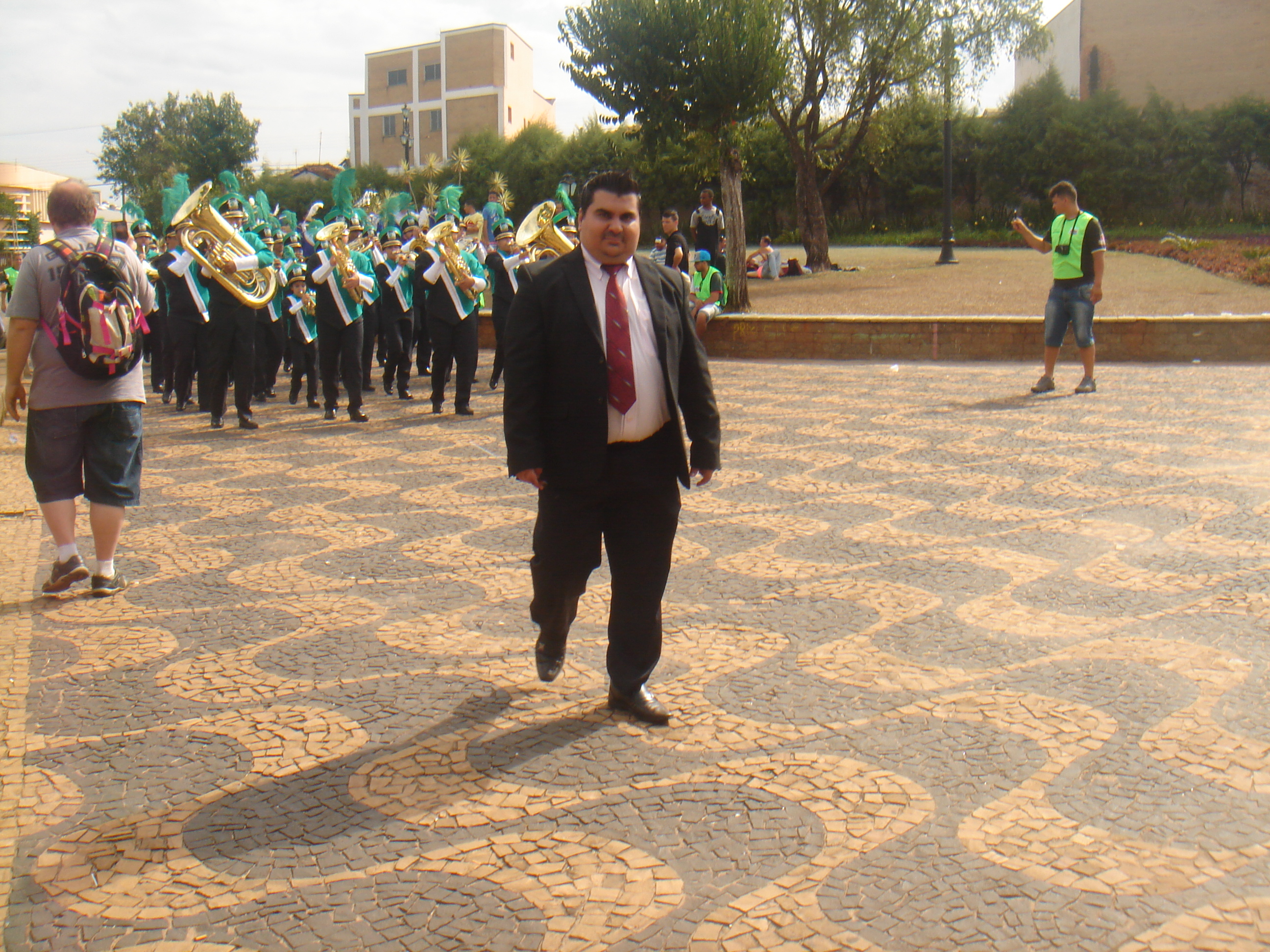
Banda Marcial Da Juventude de Sertãozinho (BMMJS) e o Regente, No XIII Campeonato De Fanfarras e Bandas do Estado de São Paulo (FFABESP) em Santa Rita do Passa Quatro, 2016.

Sertãozinho tem destacada participação cultural, como por exemplo a realização da Mostra Nacional de Teatro realizada todos os anos por uma comissão organizadora designada para este fim, no mês de abril; projeto Teatro A Gosto, evento nacional no mês de agosto; mostras de dança e seu rico carnaval.
No Teatro destacam-se os Grupos de Teatro Rabugentos Cia Teatral, criado pelos atores Gilberto Bellini, Arthur Zanini, Fernanda Cornetta, Rogéria Saiani e Manoela de Carvalho, que atua ainda na produção de eventos e editando obras de autores locais como om poeta Zéluiz de Oliveira, atual presidente da Academia Sertanezina de Letras, Dalapagarapa, idealizado por Toninho Costa e Juliano José, Grupo de Iniciação ao Teatro, coordenado por Américo Rosário de Souza e o Gravata Prosa e Verso. Mais recentemente temos o Ponto de Cultura ParaVoar que atua na formação de atores e produção de espetáculos e a ContraCena Cia Teatral, criada por Otávio Sarti.
A cidade conta também com a atuação da Academia Sertanezina de Letras, na Literatura; nas artes visuais a cidade produziu grandes artistas como por exemplo Rodrigo Mazer, Edivaldo de Abreu, Fernando Corneta, Tiago Peixoto e outros.
Na Dança várias academias cumprem o papel de difundi-la, no setor público destaque deve ser dado ao Ballet Municipal. O Município mantém também uma excelente banda marcial, que reúne jovens da cidade toda que compõem a  banda marcial da juventude, trazendo vários títulos em concursos de bandas e fanfarras do estado de São Paulo.
Sertãozinho também conta com o Museu da Cidade, um museu histórico, público e com entrada gratuita.

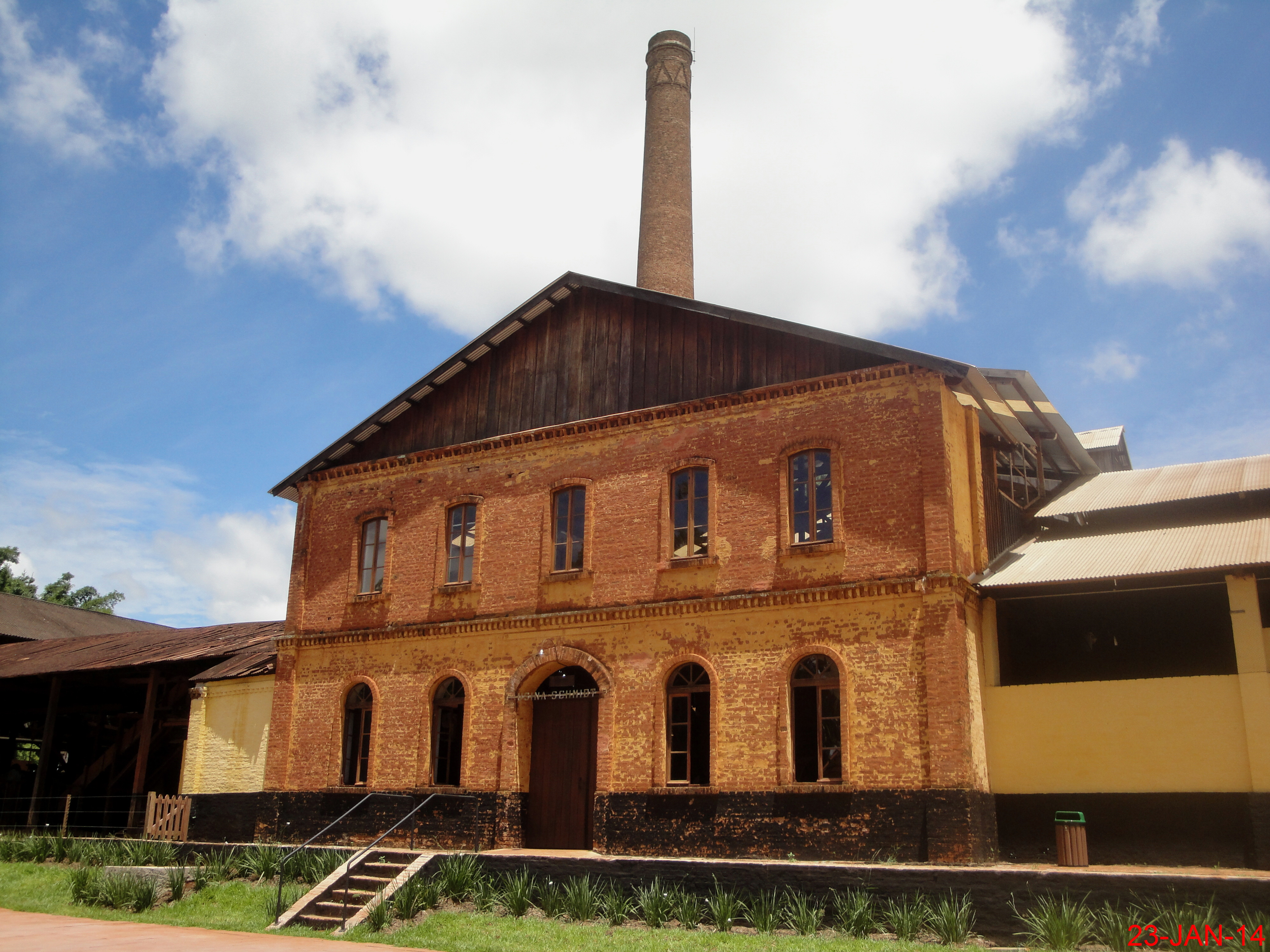
Museu Nacional do Açúcar e do Álcool, popularmente chamado de Museu da Cana. O museu conta a história da industrialização no setor sucroenergético desde 1903.

### Pontos de interesse
- Catedral Nossa Senhora Aparecida (Matriz)
- «Museu da cidade e CEMM, Centro Municipal de Memória.»
- Parque do Cristo Salvador
- Museu Histórico de Sertãozinho
- Engenho Central e Museu
- Praça 21 de Abril
- Biblioteca Antônio Furlan Jr.
- Estádio Frederico Dalmaso

### Eventos

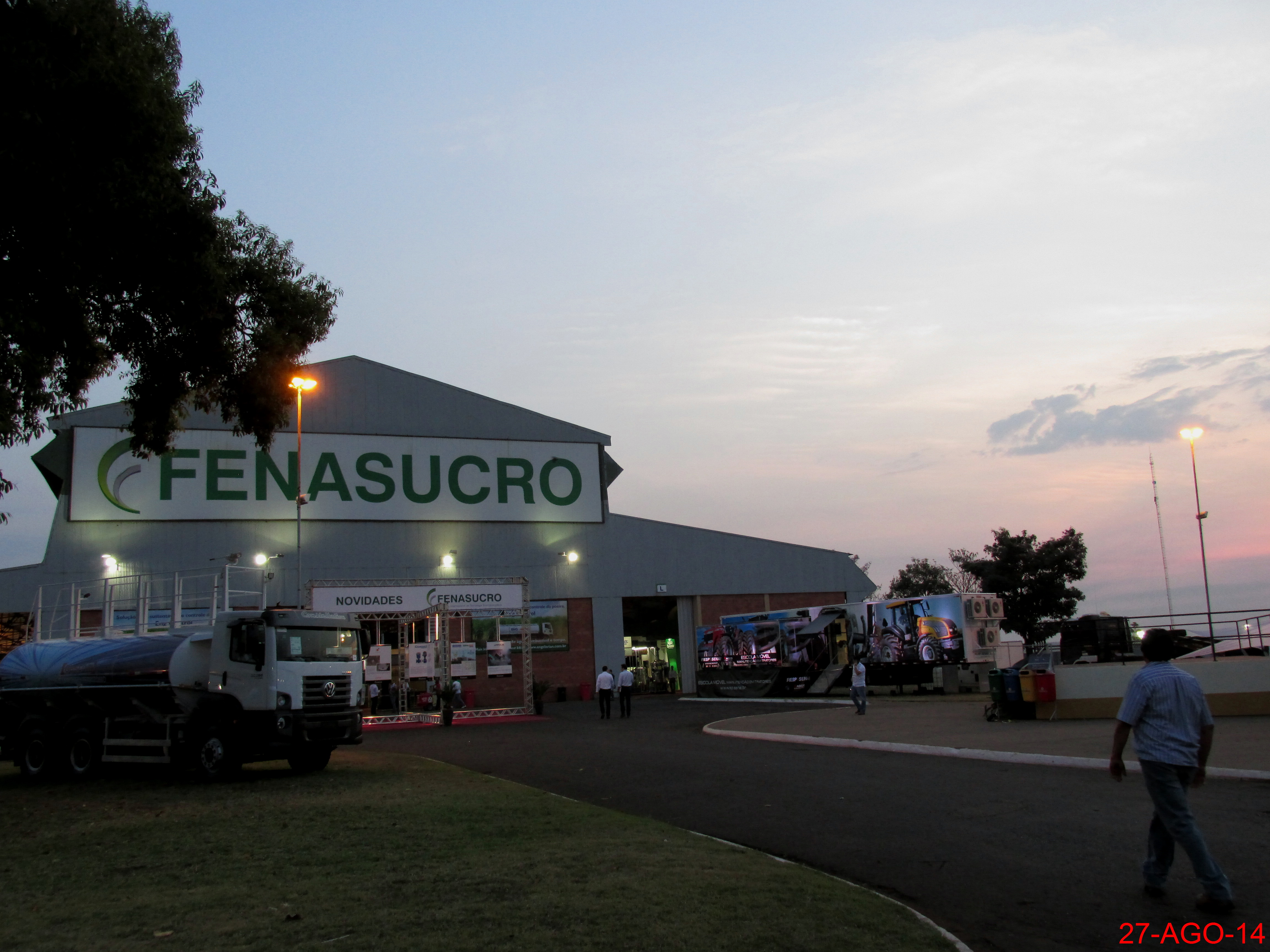
Entardecer na FENASUCRO em Sertãozinho.

Acontecem anualmente na cidade diversos eventos, tais como a Festa da Paz, o Rodeio de Sertãozinho, a Feira Nacional do Livro de Sertãozinho, Fest cana, Grito Rock, Saci Rock, Mostra Mix de Música, Carnaval Comunitário, Fenasucro, Agrocana, ForInd, Feirão de Sertãozinho, Festa do Peão de Cruz das Posses.
Dentre os eventos mais conhecidos, estão a "Fenasucro", feira tecnológica e agropecuária e sucroalcooleira, considerada a maior feira do setor sucroenergético do mundo, reunindo empresas de armazenamento, agricultura, produção industrial, caldeiraria, automação, logística e, mais recentemente, ajudou a conferir à cidade o título de "Capital brasileira do Etanol", em substituição ao antigo "Califórnia brasileira".[carece de fontes?]
Entre os dias 30 de Outubro e 2 de Novembro de 2015 a cidade foi sede décima edição do torneio esportivo universitário "INTERFATEC", que reuniu estudantes das FATEC's de todo o estado de SP.

### Esportes

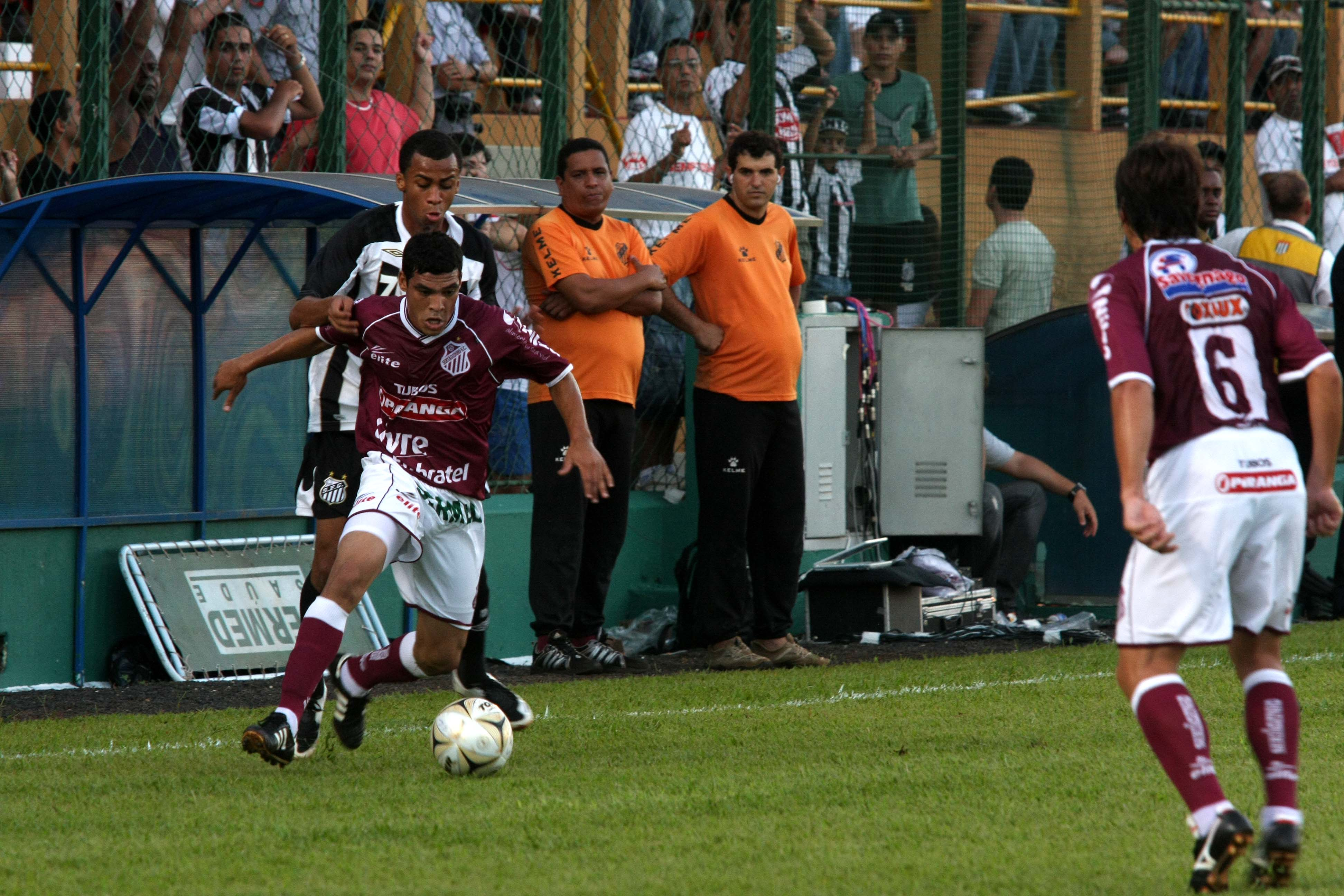
Lance da partida Sertãozinho x Santos, realizada no estádio Frederico Dalmaso.

O município é conhecido como a "capital brasileira do hóquei sobre patins", um esporte popularizado localmente graças ao principal clube de hóquei sobre patins da cidade, o Sertãozinho Hóquei Clube. Clube que foi o pioneiro no profissionalismo do esporte no Brasil e conquistou vários títulos estaduais e nacionais, além de três sul-americanos e dois mundialitos. Sertãozinho também já foi sede de vários campeonatos nacionais e mundiais de hóquei sobre patins, incluindo o XXVII Campeonato Mundial.

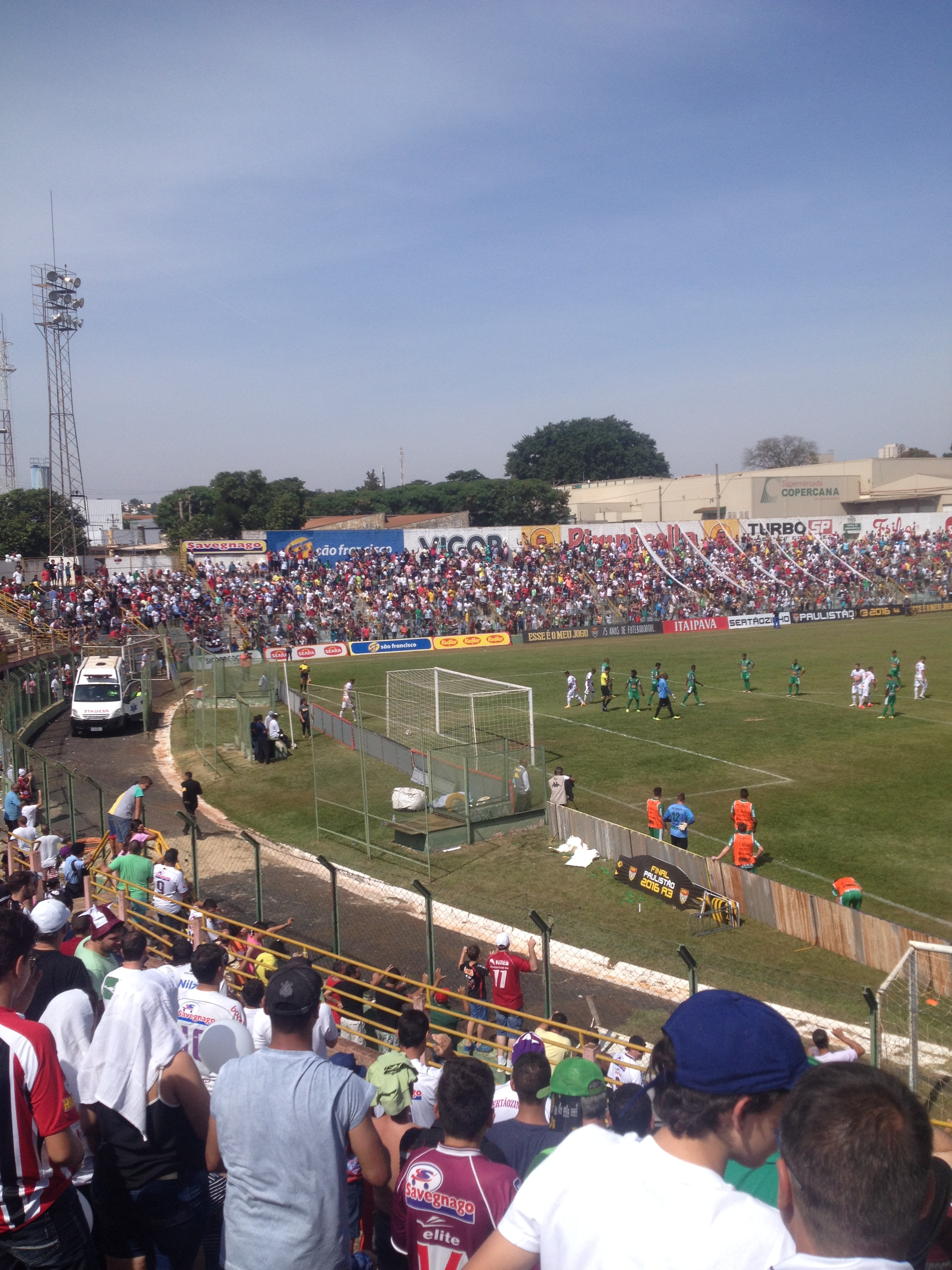
Estádio Frederico Dalmaso (Fredericão).

No futebol, a cidade é representada pelo Sertãozinho Futebol Clube, clube fundado em 6 de agosto de 1944. Durante a década de 2000, o clube foi conquistado diversos acessos, após o vice-campeonato da Série A2 de 2006, o Sertãozinho estreou na elite do estadual sendo derrotado pelo São Paulo em 2007.
A equipe, porém, acabou sendo rebaixada em 2008. Em 2009, voltou a conquistar o acesso após um empato por 0x0 na cidade de Araras, contra equipe local, o União São João de Araras, entretanto, sofreu dois rebaixamentos consecutivos nos anos de 2010 e 2011. Em 2016, o Sertãozinho conquistou o título da Série A3, após quatro anos disputando a divisão.
Sertãozinho também se destaca pelo moderno complexo esportivo que possui, com quadras de futebol, tênis, basquete, vôlei, piscinas olímpicas e uma das melhores pistas de atletismo do país. Isso permitiu que a cidade fosse escolhida como a sede dos Jogos Olímpicos Regionais por três vezes. Uma das atletas de destaque da cidade é a campeã da Corrida de São Silvestre, Maria Zeferina Baldaia.
No município também nasceu o tenista João Pedro Sorgi. O atleta fez parte da equipe brasileira que representou o Brasil nos jogos da Copa Davis, em Santo Domingo, na República Dominicana, em fevereiro de 2018. Sorgi, foi fundamental no confronto ao vencer a quinta e decisiva partida contra o dominicano Roberto Cid Subervi, por 2 sets a 1. As parciais foram 6/7(10), 6/1 e 6/4.
Na ocasião, o local, ocupava a posição de número 365 do ranking da ATP, Associação de tenistas profissionais. O resultado obtido pelo tenista foi excepcional, por marcar a estreia do atleta na competição e colocar o Brasil na luta para voltar a elite do tênis mundial.

## Pessoas ilustres
- Paulistas de Sertãozinho

## Religião

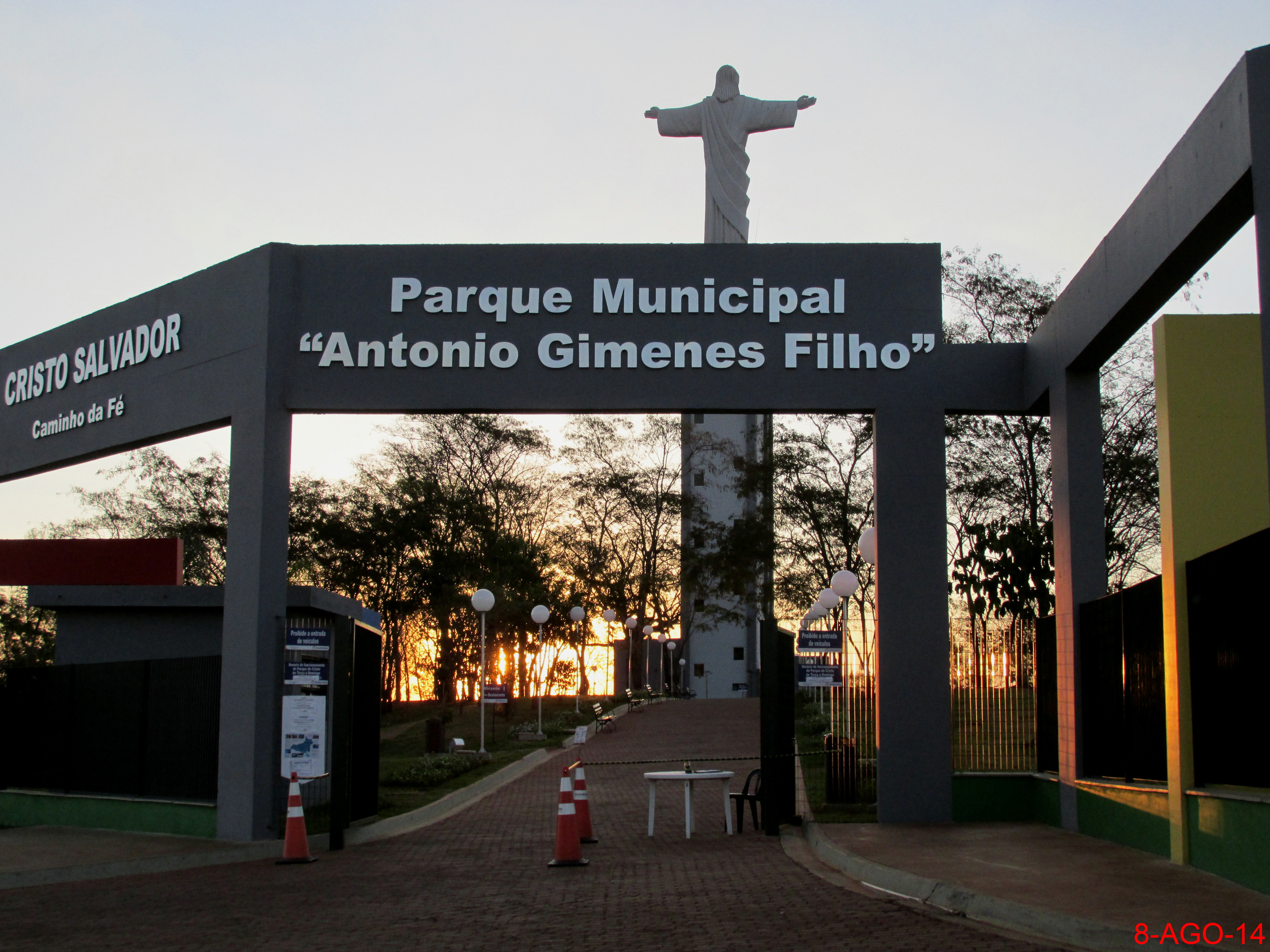
Parque do Cristo Salvador.

O Cristianismo se faz presente na cidade da seguinte forma:

### Igreja Católica
- A igreja faz parte da Arquidiocese de Ribeirão Preto.[37]

### Igrejas Evangélicas
Entre as igrejas protestantes históricas, pentecostais e neopentecostais, encontram-se na cidade:
- Assembleia de Deus Ministério do Belém.[39][40]
- Congregação Cristã no Brasil.[41]
- Igreja Evangélica Menonita.[42]